# Činoherní studio Ústí nad Labem
Činoherní studio Ústí nad Labem je české oblastní divadlo, které vzniklo v roce 1972. Od roku 1981 sídlí ve Varšavské ulici v ústecké čtvrti Střekov.

## Místo působení
Od roku 1972 hrál soubor v Divadle hudby v areálu ústecké chemičky, které fungovalo i jako filmový klub. Od roku 1978 soubor působil na velké scéně ústeckého divadla. Na konci 70. let se uvažovalo i o možnosti hrát na divadelní lodi kotvící na Labi. Tento nápad se dostal až do fáze studií, neprošel ale přes proces schválení Státní plavební správou.  Soubor Činoherního studia se tedy v roce 1981 přesunul do bývalého kina ve Varšavské ulici na Střekově, kde se hrálo – s dvouletou přestávkou způsobenou povodněmi – až do března 2014, kdy museli divadelníci po neshodách s městem budovu opustit. V době krize působil soubor v kině Hraničář a od ledna 2015 se hraje na obou scénách - ve Varšavské ulici i v Hraničáři. Od poloviny roku 2015, od začátku 44. sezóny, jsou inscenace příspěvkové organizace Činoherní studio města Ústí nad Labem a hostujících souborů uváděny na ulici Varšavská. Pro divadelní představení je zpřístupněn i prostor Obejváku ve třetím patře budovy, své místo tam našla studiová scéna divadla.

## Historie

### 1972–1989
Divadlo vzniklo v roce 1972 na základech zrušeného Kladivadla. Prvním uměleckým šéfem divadla byl Jaroslav Chundela. Ten přizval ke spolupráci významné české režiséry potlačované totalitním režimem (Jan Grossman, Evald Schorm, Jan Kačer). V 70. letech působili v divadle herci, kteří odešli z brněnského divadla na Provázku – Jiří Bartoška, Karel Heřmánek, Pavel Zedníček a Zdeněk Dušek. V roce 1975 se uměleckým šéfem divadla stal Ivan Rajmont. Za Rajmontova působení byli do souboru angažováni například Jan Hrušínský, Jiří Schmitzer, Leoš Suchařípa, Vladimír Kratina, Pavel Rímský, Kateřina Burianová, Miluše Šplechtová. V této době s divadlem spolupracovala i spousta významných dramatiků, režisérů a překladatelů, jako například Josef Topol, Karel Steigerwald, Alexandr Koenigsmark, Milan Kundera, Jaroslav Vostrý či Otakar Roubínek. Koncem 70. a začátkem 80. let bylo Činoherní studio jednou z předních českých divadelních scén.
Po odchodu Ivana Rajmonta se v divadle v krátkém čase vystřídalo několik uměleckých šéfů a tvorba stagnovala až do příchodu Petra Poledňáka v roce 1987. Tehdy pouze pětadvacetiletý umělecký šéf přizval do souboru například Ivanu Chýlkovou a Karla Rodena.
Pod Poledňákovým vedením se z Činoherního studia začalo stávat výrazně generačně zaměřené divadlo. Poledňák šéfoval Činohernímu studiu i v době, kdy se z něj v roce 1989 stalo centrum revolučního dění v Ústí nad Labem. Za jeden z jeho významných počinů se považuje osamostatnění od Státního divadla v Ústí nad Labem a prosazení manažerského způsobu řízení divadla, fungujícího na základě dotací a sponzorských darů.

### 1990–2004
Poledňák se svým souborem přesídlil v roce 1993 do Divadla Rokoko a do Činoherního studia přišla nová generace divadelníků – absolventský ročník z pražské DAMU, mezi nimiž byli režiséři Jiří Pokorný a Michal Lang, dramaturgyně Markéta Bláhová a Lenka Havlíková a herci Klára Pollertová-Trojanová, Tomáš Krejčíř, Robert Jašków, Martin Sitta, Tomáš Pavelka, Veronika Pospíšilová a Jaroslav Šmíd. V roce 1994 se ředitelem divadla stal překladatel a herec Jaroslav Achab Haidler. Nový soubor pokračoval v nastoleném trendu generačně zaměřeného divadla. Činoherní studio se stalo významným kulturním centrem regionu a místem setkávání zejména mladší generace. 
V polovině 90. let došlo k obměně kolektivu Činoherního studia. Mnoho herců odešlo do pražských angažmá a do divadla přišli noví herci, jako například Roman Zach, Jan Lepšík, Hynek Chmelař, Natálie Drabiščáková, Marta Vítů a Matúš Bukovčan. Jako umělecký šéf nastoupil v roce 1997 David Czesany.
Na konci 90. let vyvrcholila tendence uvádět původní česká dramata, započatá již v éře režiséra Ivana Rajmonta. Takzvaná česká sezóna 1999 – 2000 byla oceněna i kritiky: za rok získalo divadlo Cenu Alfréda Radoka – divadlo roku. Činoherní studio se také významně zasadilo o proniknutí coolness dramatiky do českého prostředí, čemuž dopomohlo například uvedení hry Marka Ravenhilla Shopping and Fucking.
Na jaře roku 2002 bylo studio postiženo povodní. Po dobu rekonstrukce poškozené budovy působilo divadlo v prostorách ústecké Setuzy. V rekonstruovaných prostorách začalo znovu působit roku 2004.

### 2005–2014
Po návratu do Varšavské ulice se začal formovat nový tvůrčí tým. V roce 2005 nastoupila umělecká šéfka Natálie Deáková, dramaturgyně Johana Součková (s divadlem spolupracovala již od roku 2002) a režisér Filip Nuckolls. Deákovou nahradil v říjnu 2006 jako umělecký šéf Vladimír Čepek. Ředitelem divadla zůstal až do jara roku 2011 Jaroslav Achab Haidler. Od roku 2011 byl ředitelem Činoherního studia Vladimír Čepek. Uměleckým šéfem se stal Filip Nuckolls, který přizval ke spolupráci mladé dramaturgy Vojtěcha Bártu a Veroniku Musilovou Kyrianovou.
Poslední generace působící v Činoherním studiu navázala na dosavadní tendence uvádět původní hry českých autorů, a zároveň koncepci divadla významně obohatila o výrazné a žánrově pestré režijní interpretace klasických textů. Dalším charakteristickým prvkem posledních let bylo uvádění současných zahraničních her v českých i světových premiérách. Kromě divadelních her se tvůrci zaměřili na adaptaci nedivadelních předloh – prózy, filmových scénářů či dokumentárních námětů. 
Zcela jedinečným projektem byla například adaptace kultovní knihy Klub rváčů, kterou uvedlo Činoherní studio v roce 2008 jako první (a jediné) na světě a po několik sezón s ní vyprodávalo představení. Jiným významným úspěchem posledních let bylo v roce 2012 získání ceny Marka Ravenhilla za inscenaci Hamlet je mrtev. Bez tíže.
Prostor divadla ve Varšavské ulici a tvůrčí tým, který zde do konce března 2014 působil, vytvářeli zcela ojedinělý a v regionu nezastupitelný prostor pro různé kulturní aktivity a nejen divadelního setkávání. Pro dětské publikum byly pravidelně uváděny pohádky. Pořádala se zde scénická čtení, koncerty, filmové projekce, výstavy a hostovaly zde festivaly Sudety a Kult. Divadlo spolupracovalo s dalšími českými divadly, v rámci města Ústí nad Labem potom mimo jiné s Fakultou umění a designu Univerzity Jana Evangelisty Purkyně či s Galerií Emila Filly.

### Krize
Na konci ledna 2014 započala dvouměsíční krize vedoucí k zániku Činoherního divadla města Ústí nad Labem, o.p.s.. Radní města tehdy namísto avizované dotace vyhlásili grantové řízení. Představitelé souboru se rozhodli za daných podmínek nepožádat o městský grant na provoz divadla na již probíhající období a divadlo zůstalo bez prostředků. Obecně prospěšná společnost, která Činoherní divadlo provozovala, později skončila v insolvenci a likvidaci.
Zastupitelé na zasedání 3. března 2014 schválili vznik nové příspěvkové organizace Činoherní studio města Ústí nad Labem. Kvůli údajným hrubým porušením nájemní smlouvy a nevýhodným podnájmům se město také rozhodlo vypovědět společnosti nájemní smlouvu na divadelní budovu.
Soubor odmítl přejít do nové organizace, protože radní nenabídli místo uměleckému vedení a některým členům hereckého souboru, a divadlo tak nemělo záruku zachování uměleckého provozu divadla a jeho nezávislosti. I přes velké protesty odborné i široké kulturní veřejnosti tak skončila dvaačtyřicetiletá tradice Činoherního studia. Na ni navázal spolek Činoherák Ústí, který odkoupil práva na některá představení nazkoušená v původním divadle. Cílem spolku bylo zachovat herecký soubor bývalého Činoherního studia a udržet kontinuitu, celistvost a dědictví souboru Činoherního studia a jeho důstojné pokračování v nezávislém prostoru kina Hraničář.

### 2015 až současnost
V září roku 2015 začala 44. divadelní sezóna, Činoherní studio bylo opět příspěvkovou organizací města Ústí nad Labem. Ředitelem se stal Jiří Antonín Trnka, souběžně zastával a do dnešního dne i nadále zastává funkci ředitele Městského divadla v Děčíně. Po Filipu Nuckollsovi se stal uměleckým šéfem Michal Skočovský a kmenovou dramaturgyní Dagmar Haladová. Prvním titulem sezóny byla adaptace románu My děti ze stanice ZOO v režii Michal Skočovského, následovala groteska Hrůza v Brně Arnošta Goldflama, kterou zrežíroval Zdeněk Jiráský. Divadelní klasika Misantrop režiséra Michala Skočovského a dramatizace knihy Malý princ v režii Jana Plouhara, drama Ledový hrot režisérky Barbary Herz, drsná komedie Martina McDonagha Lebka z Connemary režiséra a herce Činoherního studia Jana Jankovského a dramatizace pohádkového příběhu Astrid Lindgrenové Děti z Bullerbynu byly dalšími tituly 44. divadelní sezóny, tu zakončil druhý díl trilogie Jindřich VI. Williama Shakespeara v režii Filipa Nuckollse, premiéra se odehrála v ústeckém Kostele svatého Pavla. Do angažmá se vrátila herečka Anna Fišerová a herec Jan Plouhar, který na konci roku 2015 vystřídal Michala Skočovského na pozici uměleckého šéfa divadla. V srpnu se v produkci Činoherního studia a Českého rozhlasu Sever uskutečnil první ročník festivalu Divadelní zahrada v lesoparku Českého rozhlasu Sever v Ústí nad Labem v okolí Wolfrumovy vily. Po celý týden se tam prezentovaly hry Činoherního studia pod širým nebem. Derniér se dočkaly inscenace Ledový hrot, Misantrop, Do bláta a zase zpět.
Prvním titulem 45. sezóny v říjnu roku 2016 byla autorská inscenace Karla Františka Tománka Pan Bílý, Zrzka a ti druzí, jež režíroval Jiří A. Trnka a poprvé se představila v rámci Festivalu KULT, který se v Činoherním studiu koná pravidelně vždy týden v říjnu. Dalšími tituly sezóny se staly inscenace Boj černocha se psy v režii Michala Skočovského, divadelní adaptace pohádky Pinocchio režisérky Terezy Říhové, komedie autorské dvojice Petr Pýcha a Jaroslav Rudiš Lidojedi v režii Natálie Deákové, dramatizace románu Maxe Frische Homo Faber, kterou režíroval David Šiktanc a do hlavní role obsadil hostujícího Martina Fingera, jenž byl za svůj herecký výkon nominován na Cenu divadelní kritiky, Cenu Divadelních novin a Cenu Thálie. Sezónu zakončila premiéra třetího dílu Jindřich VI., ta se tentokrát konala v areálu bývalé likérky v Krásném Březně v Ústí nad Labem. V průběhu sezóny dramaturgie divadla uvedla tříletý cyklus scénických čtení Překročit hranice. Ten měl za úkol představit v české premiéře současné německojazyčné texty. Na projektu spolupracovali vedle divadelních profesionálů i studenti českých vysokých škol (Univerzita jana Evangelisty Purkyně, DAMU a JAMU).
46. divadelní sezónu zahájila premiéra autorské hry Karla Františka Tománka Život je krásnej, kterou Tománek i režíroval, vzápětí se stal i dalším kmenovým dramaturgem divadla. Ředitel divadla Jiří A. Trnka se představil i jako režisér satirické komedie Děkujeme, že zde kouříte, adaptace knihy Christophera Buckleyho. V čase Vánoc měl premiéru pohádkový příběh Vánoční hra aneb O tom slavném narození autora Tomáše Vůjtka a režiséra Jana Plouhara. Další adaptaci slavného románu, tentokrát sci-fi 451 stupňů Fahrenheita Raye Bradburyho, pro Činoherní studio připravila dvojice režisérů Adam Svozil a Kristýna Kosová. Následovalo drama Pazour v režii Jiřího Pokorného a sezónu uzavřela autorská hra Anny Klimešové a kolektivu s názvem Ticho po pěšině, jejíž premiéra proběhla pod širým nebem v areálu ústeckého letního kina. V sezóně probíhalo v prostoru Obejváku představení autorských čtení z cyklu Překročit hranice. V předposledním týdnu srpna se uskutečnil v zahradě Českého rozhlasu Sever festival Divadelní zahrada. Kultovní představení Klub rváčů Chucka Palahniuka a režiséra Filipa Nuckollse se v dubnu roku 2018 dočkalo derniéry, hrálo se deset let v různých českých divadlech a zaznamenalo 100 repríz. 
Autorská inscenace Paškál Jarola Ostravala a režiséra Jiřího Pokorného otevřela 47. divadelní sezónu. Premiéra se uskutečnila v nově zrekonstruované studiové scéně Obejvák ve třetím patře divadla. Dalšími tituly sezóny byla adaptace románu Witolda Gombrowicze Pornografie v režii Davida Šiktance, hororový pohádkový příběh Čarodějův učeň nastudoval režisér Jan Holec. S Novým rokem 2019 se stal uměleckým šéfem David Šiktanc, který po přátelské dohodě vystřídal Jana Plouhara. První hrou roku 2019 se stala komedie Pan Kolpert, ta vznikla v režii Davida Šiktance a obdržela Cenu za režii na pardubickém Festivalu smíchu. V koprodukci mezi Činoherním studiem a Divadle J. K. Tyla v Plzni byla připravena inscenace Poslední kšeft, tu napsal Jiří A. Trnka a režijně nastudovala Natália Deáková. Filmový režisér Jan Prušinovský v dubnu roku 2019 nastudoval hru Lobby Hero a v české premiéře a na domácích divadelních prknech tak poprvé představil amerického autora Kennetha Lonergana. Dystopické sci-fi Ministerstvo školství a vědy Ukrajina bylo dalším titulem 47. divadelní sezóny, inscenace byla v premiéře uvedena v Obejváku, napsala ji ukrajinská autorka Anastasiia Kosodii  a stala se prvním příspěvkem do cyklu Dialog bez hranic. Ten propojuje ukrajinské divadlo Lesja Ukrajinka ve Lvově a Činoherní studio. Posledním titulem sezóny byla komedie Williama Shakespeara Sen noci svatojánské, ta se prvně v premiéře uvedla na hradě Střekov, později bude nasazena do klasického interiérového repertoáru Činoherního studia.
První premiéra 48. sezóny vznikla v režii Davida Šiktance, který zdramatizoval román Stepní vlk německo-švýcarského prozaika, básníka a esejisty, nositel Nobelovy ceny za literaturu Hermanna Hesse, první uvedení se odehrálo v půlce října roku 2019. Inscenace navazovala na předcházející románové adaptace Homo Faber a Pornografie a završila tuto středoevropskou trilogii. Stepní vlk se poprvé představil divákům v rámci Divadelního festivalu KULT. 48. sezóna pokračovala premiérou dramatu Funny Games, který na motivy filmu rakouského režiséra Michaela Hanekeho zinscenoval režisér Tomáš Loužný. Kvůli koronavirové pandemické situaci muselo Činoherní studio v půlce března roku 2020 omezit provoz, další z plánovaných sezónních premiér se musely přesunout na pozdější dobu, kdy se opatření rozvolnila a diváci tak opět mohli chodit do divadla. Se zpožděním se uskutečnila premiéra antického Sofoklova dramatu Antigona, ta pracovala se zmodernizovaným textem Jiřího A. Trnky a Dodo Gombára, ten se i ujal režie inscenace. V červnu roku 2020 se poprvé představily další dvě inscenace - svérázná autorská variace foglarovského komiksu Bratrstvo kočičí pracky v režii Jana Plouhara a koláž textů a obrazů Bohumila Hrabala Pábitelé v režii Davida Šiktance. Bratrstvo kočičí pracky se premiérově hrálo v zahradě Českého rozhlasu Sever, Pábitelé na termálním koupališti v Brné kousek od centra Ústí nad Labem. V reakci na pandemickou situaci se vedení a dramaturgie Činoherního studia v létě roku 2020 soustředila na uvádění svých inscenací pod širým nebem, série představení dostala název Letní štace Činoherního studia a inscenace Pan Kolpert, Bratrstvo kočičí pracky, Benefice aneb Zachraň svého Afričana, Pábitelé, Sen noci svatojánské a Ronja, dcera loupežníka dostaly prostor na gotickém hradě Střekov, na termálním koupališti v Brné či v zahradě Českého rozhlasu Sever. Tradiční festival Divadelní zahrada se uskutečnil i v srpnu 2020, ale Činoherní studio zde odehrálo jen představení inscenace Sen noci svatojánské, dalšímu programu zabránila karanténa, do níž se dostal celý soubor díky pozitivně testovaným na přítomnost Covidu-19. Své představení inscenace Mikulášovy prázdniny zde odehrál jen pražský Spolek Kašpar, tomu se karanténa vyhnula. V roce 2020 se v Činoherním studiu završil i tříletý projekt scénických čtení Překročit hranice, na jeho závěr vyšla obsáhlá stejnojmenná antologie, v níž čtenář najde jak všech devět textů v německém originálu, tak i v českém překladu.

## Herci

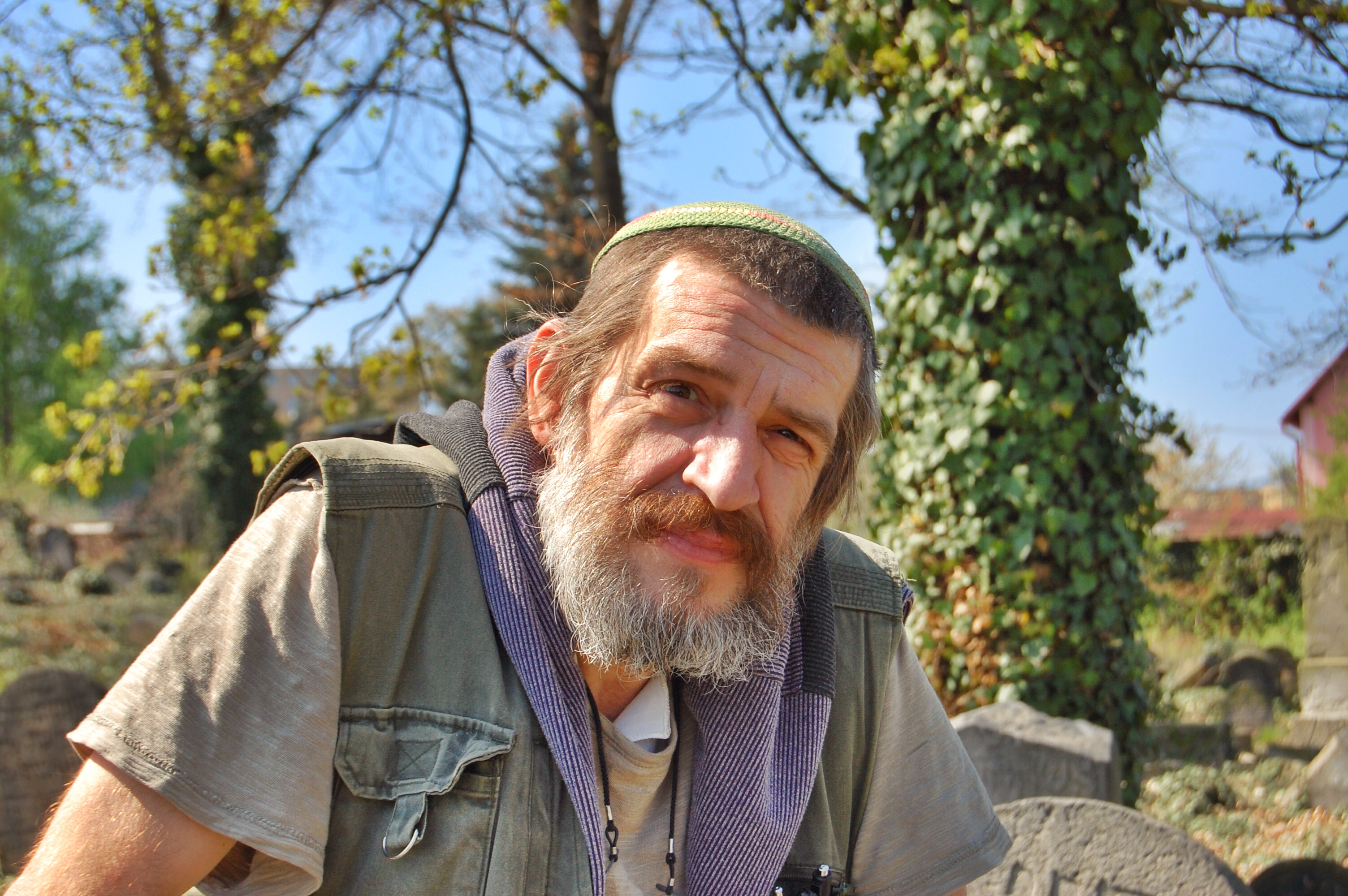
Jaroslav Achab Haidler (2010)

Členové hereckého souboru Činoherního studia k 3. 12. 2023
- Annette Nesvadbová Archivováno 2. 4. 2021 na Wayback Machine.
- Jan Hušek
- Lukáš Černoch
- Andrea Uhlík Berecková
- Matúš Bukovčan
- Jaroslav Achab Haidler
- Barbora Váchová
- Jiří Černý
- Jan Plouhar
- Tomáš Čapek
- Nataša Gáčová

## Vedení divadla
Situace k 3. 12. 2023  
- Jiří Antonín Trnka - ředitel
- David Šiktanc - umělecký šéf
- Tereza Marečková - dramaturgyně
- Hana Launerová - dramaturg

## Archiv inscenací 2005 – 2020
- 2521
- 32 hodin mezi psem a vlkem
- 451 stupňů Fahrenheita Archivováno 10. 4. 2020 na Wayback Machine.
- Alenka v říši divů
- Antigona
- Benefice aneb zachraň svého Afričana
- Bohové hokej nehrají
- Boj černocha se psy
- Bratrstvo kočičí pracky
- Byl jsem velitelem v Osvětimi
- Býk Ferdinand
- Byly jsme tam taky
- Čarodějův učeň
- Dekalog
- Děkujeme, že zde kouříte
- Děti z Bullerbynu
- Do bláta a zase zpět
- Dva páni z Verony
- Farma zvířat
- Funny Games
- Hamlet je mrtev. Bez tíže
- Heda Gablerová
- Homo Faber
- Hrůza v Brně
- Chudí v Lodži
- Idiot
- Jak jsem se učila řídit
- Jindřich VI. - 1. díl
- Jindřich VI. - 2. díl
- Jindřich VI. - 3. díl
- Kde život náš je v půli se svou poutí
- Kein Licht / Beze světla
- Klub rváčů
- Konference ve Wannsee
- Kráska z Leenane
- Láska práce, láska práce
- Lebka z Connemary
- Léčitel
- Ledový hrot
- Lidojedi
- Lobby Hero
- Malý princ
- Maryša
- Ministerstvo školství a vědy Ukrajina
- Misantrop
- My děti ze stanice ZOO
- Nepřítel lidu
- Nordost
- Obhajoba
- Pábitelé
- Pan Bílý, Zrzka a ti druzí
- Pan Kolpert Archivováno 2. 4. 2021 na Wayback Machine.
- Pan Theodor Mundstock
- Paškál
- Pazour
- Pinocchio
- Pornografie
- Poslední kšeft
- Racek
- Revizor
- Romeo a Julie
- Ronja, dcera loupežníka
- Rudolf Höss
- Sen noci svatojánské
- Sirotci
- Sněhurka a sedm trpaslíků
- Soukromá vichřice
- Spiknutí
- Stepní vlk
- Strange love
- Ticho po pěšině
- Tkalci
- Utrpení mladého Werthera
- Vánoční hra aneb O tom slavném narození
- Zkrocení zlé ženy
- Zlatý drak
- Život je krásnej